# 41è Comando
El 41 Comando o No. 41 (Royal Marine) Commando va ser una unitat dels Royal Marines entrenada com a Comandos durant la Segona Guerra Mundial. Van formar part de la 4a Brigada del Servei Especial dels Royal Marine que va participar en el desembarcament de Normandia el juny de 1944 i més tard que va servir a la Segona Guerra Mundial, la Guerra de Corea i a Irlanda del Nord. Es van dissoldre l'any 1981.

## Història

### Segona Guerra Mundial

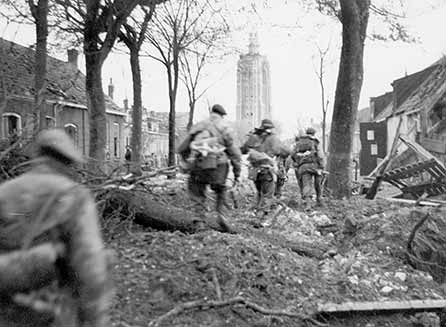
Tropes del 41 Comando avancen cap al far de Westkapelle, Països Baixos, 1 de novembre de 1944

Les primeres unitats de comandos britànics a la Segona Guerra Mundial eren totes de l'exèrcit britànic, però el febrer de 1942, es va demanar als Royal Marines que organitzessin unitats de comandos pròpies i 6.000 homes es van oferir voluntaris.
El comandament 'B' (RM) es va crear al moll de Pembroke el 7 d'octubre de 1942, sota el comandament del tinent coronel PW O.H.Phibbs, entre els homes del 8è Batalló de Marines Reials. Va ser el segon batalló de comandaments dels Royal Marine format després del seu germà A" (RM) Comando. Tots dos comandos es van establir a l'illa de Wight i poc després el comando va ser rebatejat com a Comando No. 41 (Royal Marine). Va lluitar amb la Brigada de Serveis Especials a la invasió aliada de Sicília i més tard durant el desembarcament de Salerno, on van patir nombroses baixes, incloent-hi dos segons al comandament i la majoria dels comandants de tropes. El capellà de la unitat, el reverend John Wallis RN, va rebre la Creu al Servei Distingit per "un coratge i una devoció excepcionals al deure demostrats... en atendre els ferits i provocar víctimes sota el fort foc de l'enemic". L'oficial mèdic, el tinent de cirurgia Ernest Davies també va rebre la DSC per valentia i devoció als ferits. La Unitat va tornar al Regne Unit el gener de 1944, en preparació per al desembarcament de Normandia. Va formar part de la 4a Brigada del Servei Especial i va desembarcar a Normandia a l'oest de Sword Beach el 6 de juny de 1944, dia D, i després va participar en la captura de l'estació de radar de Douvres el 17 de juny. Més tard va participar en la batalla de l'Escalda el novembre de 1944. Després va servir al Mosa durant la resta de la guerra i després deures d'ocupació a Alemanya. El 20 de gener de 1946, el 41 Comando es va dissoldre.

### 41 Comando (independent)
Durant la Guerra de Corea, el Comando 41 es va reconstituir com a Comando 41 (Independent) després d'una sol·licitud del Comandament de les Nacions Unides per a més forces d'atac amfibi. La designació "Independent" significava que el seu comandant era l'únic responsable de la seva unitat i no havia de consultar amb el quarter general superior sobre qüestions operatives i logístiques. El 16 d'agost de 1950 219 voluntaris de la Royal Marine es van reunir a Bickleigh i després a l'escola de comandos. Estaven comandats pel tinent coronel Douglas B. Drysdale DSO, MBE un experimentat veterà de comandos de la Segona Guerra Mundial que era l'instructor en cap de l'escola d'oficials de la Royal Marines.

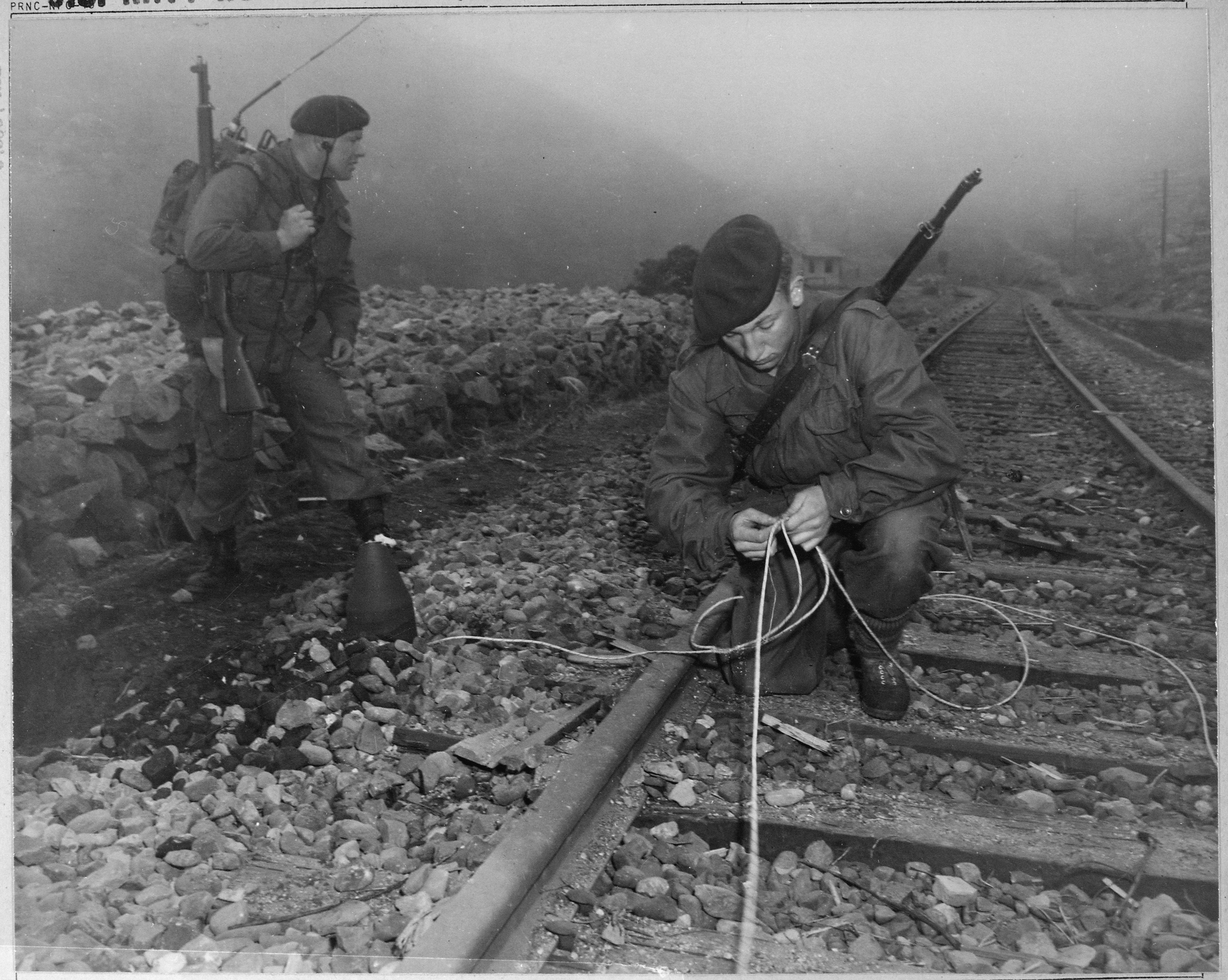
Els marines del 41 Comando Independent s'encarreguen de demolició de plantes en una línia de ferrocarril a Corea.

Els Comandos van viatjar al Japó amb roba de civil, amb la majoria de la roba civil emesa per l'Almirallat. La unitat va rebre més voluntaris en ruta de la 3a Brigada de Comando implicada en l'emergència de Malasia. En arribar al Japó el 15 de setembre de 1950, els Comandos van rebre uniformes i armes d'hivern nord-americans, però van conservar les seves boines verdes, els vestits de batalla i botes. La primera missió de la unitat va ser a l'octubre on els Commndos es van embarcar en dos transports nord-americans d'alta velocitat l'USS Horace A. Bass i l'USS Wantuck amb el suport del destructor USS De Haven, on van executar una sèrie d'incursions a la costa de Corea del Nord prop de Wonsan per interrompre les instal·lacions de transport de Corea del Nord.
El 10 de novembre de 1950, el 41 Comando (independent) es va unir a l'avanç de les Nacions Unides a Corea del Nord on van servir amb el Cos de Marines dels Estats Units]; la segona vegada que les dues organitzacions servien juntes, la primera va ser la Rebel·lió dels bòxers. Durant la batalla de l'embassament de Chosin, el tinent coronel Drysdale va rebre el comandament d'una unitat de 900 homes de les seves pròpies forces de comandament, nord-americans i de Corea del Sud anomenada Task Force Drysdale. Els seus durs combats juntament amb els marines i l'exèrcit nord-americans van fer que el 41 Comando Independent rebé la Citació Presidencial d'Unitat dels Estats Units que va obtenir la 1a Divisió de Marines. No obstant això, no es va adjudicar fins al 1957.
El Comando es va reformar al Japó i l'abril de 1951 va ser assignat a la que finalment es va convertir en la 1a Divisió de la Commonwealth. Van atacar la costa de Corea del Nord amb el Cos de Marines de la República de Corea fins que el 41 Comando va tornar a Anglaterra el desembre de 1951; els que havien servit menys d'un any al comando van ser reclutats al 42 Comando que operava a Malàisia. Van ser dissolts el 2 de febrer de 1952, el Comando va morir 31 marines i 17 capturats amb un Royal Marine que va optar per quedar-se a Corea del Nord, que va tornar al Regne Unit el 1960.

### Post Guerra de Corea
El 1960 es va reformar el 41 Comando com a part de la Reserva Estratègica del Regne Unit. El Comando va servir en diversos llocs del món. Aquests van incloure l'Àfrica Oriental el 1964, mentre que el 1969 van ser el primer RM Comando a participar en operacions a Irlanda del Nord.
El 1971 van estar estacionats a Malta, i el 1974 juntament amb 40 Comando van participar en l'operació de les Nacions Unides a Xipre després de la invasió turca. El 1977 van deixar Malta i el 1979 van exercir tasques públiques a Londres. El 1981, aleshores amb seu a Deal, Kent, es van dissoldre de nou.